# Usabro Tsuchida
Usabro Tsuchida (jap. 土田卯三郎 Tsuchida Usaburō; ur. 19 listopada 1867 w Tokio, zm. 12 września 1932) – japoński lekarz, neuroanatom.
Studiował w Berlinie i Erlangen, dyplom otrzymał w Erlangen. W 1905 roku przebywał w Zurychu w Instytucie Mózgu u Constantina von Monakowa, pod którego kierunkiem prowadził badania neuroanatomiczne. Opisał jako pierwszy jądro ogonowe środkowe nerwu okoruchowego, znane również jako „jądro Tschidy” z powodu powielonej w podręcznikach literówki w nazwisku. Praca, w której znalazł się opis tego jądra ukazała się w 1906 roku. Tytuł igaku hakushi (doktora nauk medycznych) otrzymał 13 czerwca 1907 roku. Ponadto był autorem prac w języku japońskim: Anminjyutu (安眠術) i Seishunjidai no danjo (青春時代の男女). Był lekarzem cesarza Yoshihito. Zmarł w 1932 roku.

## Wybrane prace
- Ein Fall von diffuser Sklerodermie mit ungewöhnlich starker Pigmentierung der Haut und Schleimhäute (Morbus Addison?). Erlangen: E. T. Jacob, 1902
- Ueber das Pupillencentrum. Shinkeigaku Zasshi 6, ss. 241-251 (1907/1908)
- Ein Beitrag zur Anatomie der Sehstrahlungen beim Menschen. Arch. f. Psychiat. xlii, 212-248, 3 pl. (1906)
- Ursprungskerne der Augenbewegungsnerven und mit diesen in Beziehung stehende Bahnen im Mittel- und Zwischenhirn. Arb. a. d. hirnanat. Inst. in Zürich 2. Hft., 1-205 (1906)
- 安眠術. 実業之日本社, 1915